# Garluche

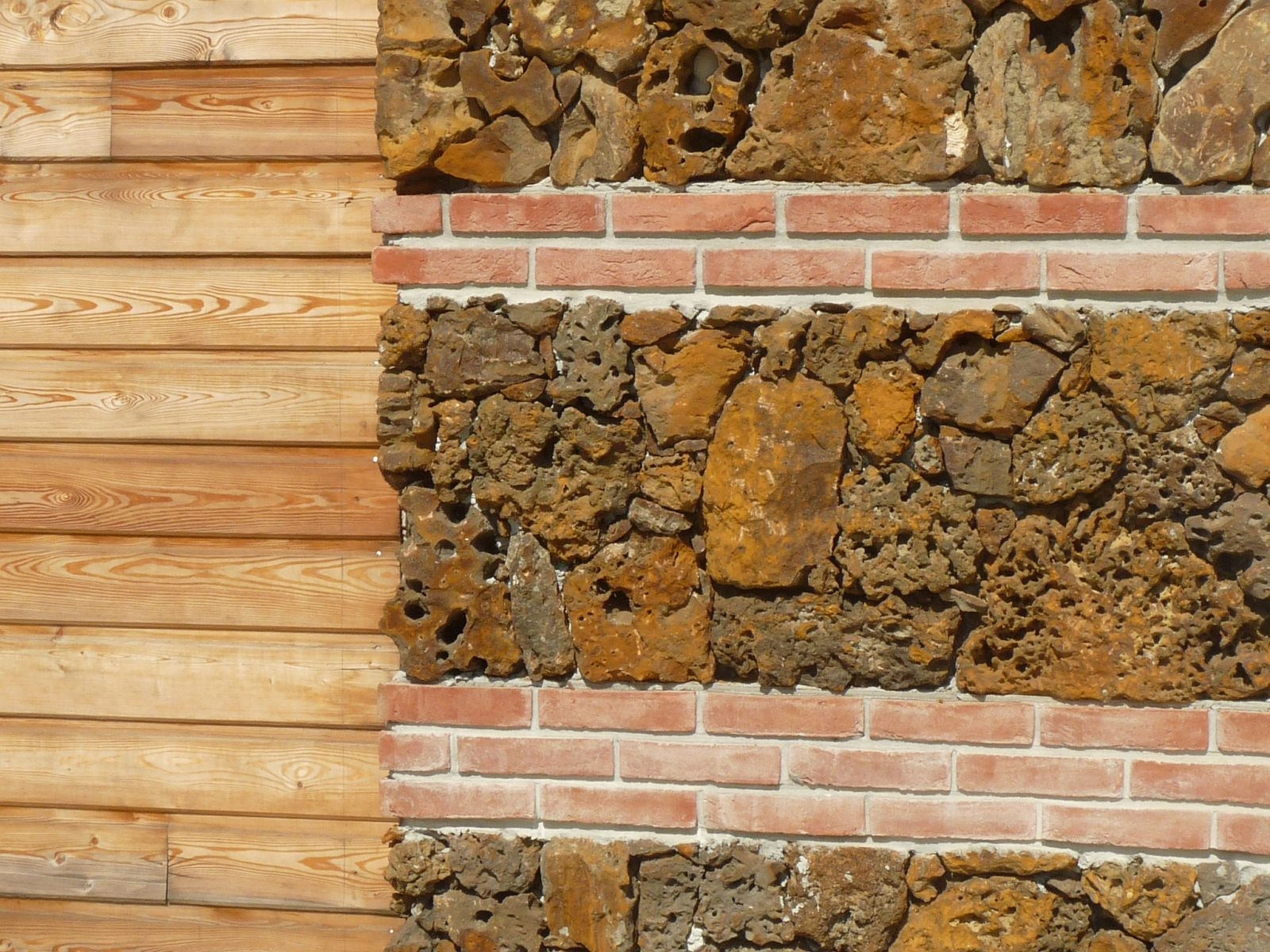
Mur bâti en garluche, briques et bois

La garluche ou pierre des Landes est un grès ferrugineux, état évolué de l’alios. Employée primitivement comme matériau de construction, elle a surtout servi de matière première à l'industrie sidérurgique dans les Landes, principalement pendant la Révolution industrielle dans le courant du XIXe siècle.

## Étymologie
Le mot « garluche » vient du mot gascon garluisha, dérivé de la racine prélatine kar/gar. Son sens littéral est « la mauvaise pierre ». La garluche est également connue sous les noms gascons de pèira nhòga ou pèira de lana.

## Présentation

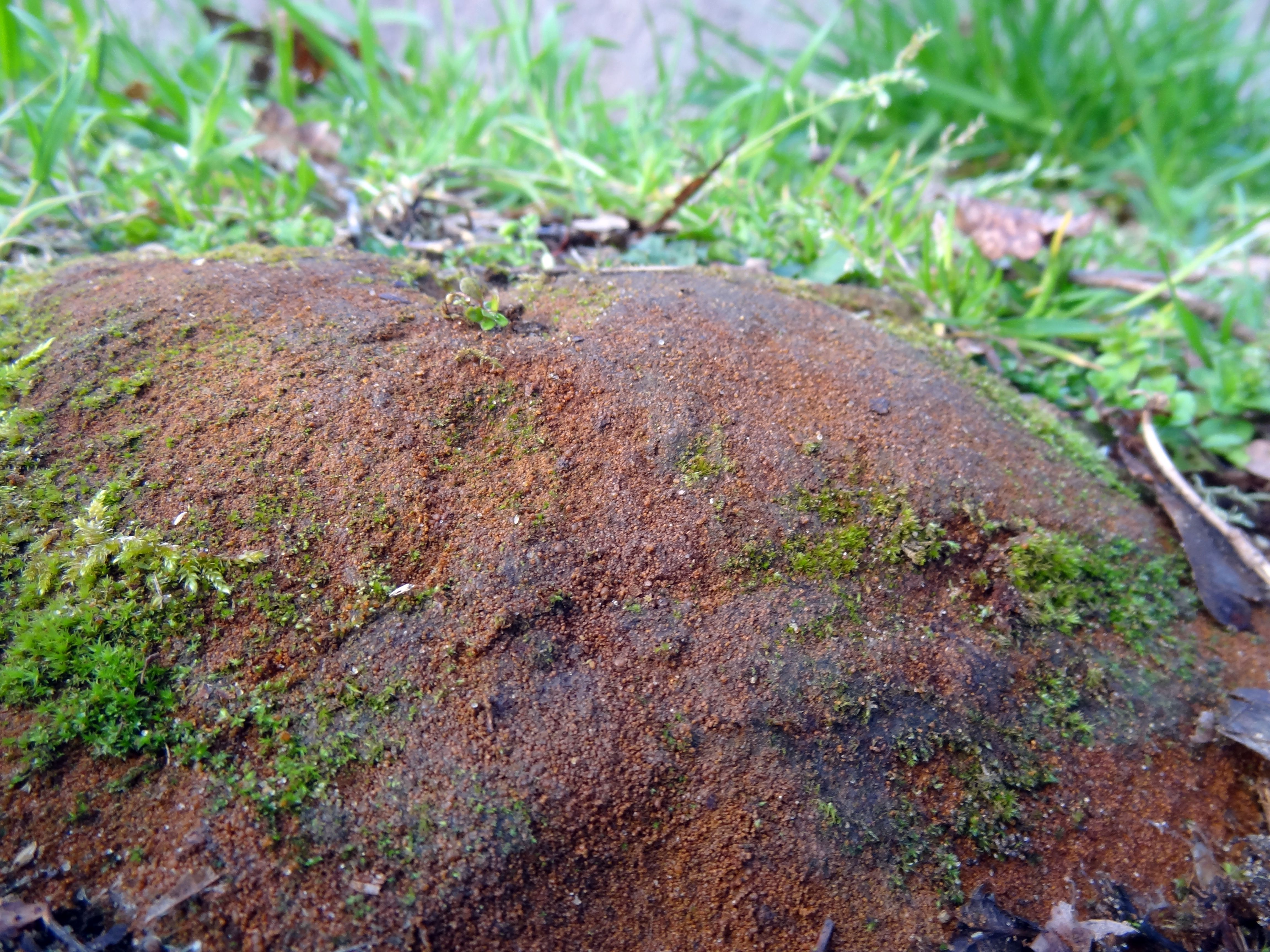
Garluche en affleurement.

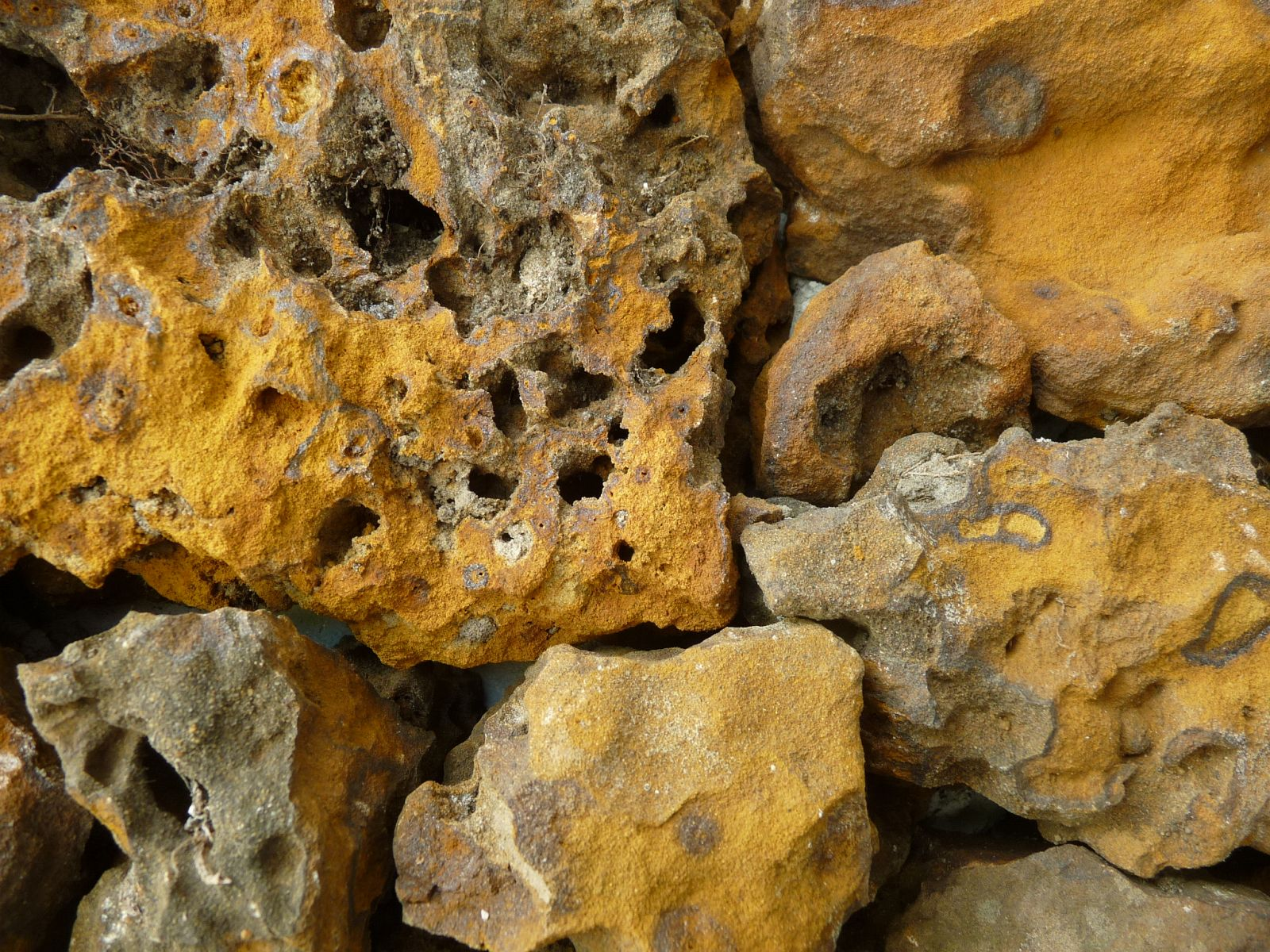
Garluche.

La garluche est de couleur rouille et d’aspect souvent caverneux. On la trouvait jadis en abondance, principalement dans la Haute Lande, les vallées de la Leyre (gisements à Pissos, Liposthey, Commensacq)  et de l’Estrigon (Vert, Brocas).
La garluche a longtemps servi de matériau de construction dans les Landes de Gascogne pour réaliser des maisons, bergeries, granges, églises (de Mézos, de Pontenx-les-Forges, de Biscarrosse) et ouvrages de défense du Moyen Âge.
En tant que minerai, et malgré sa faible teneur en oxyde de fer (10 à 20 %), elle a également servi de matière première à l'activité de sidérurgie dans les Landes, entrant dans le processus de fabrication de fonte et de fer. La production, d'abord artisanale, prend un virage industriel dès la seconde moitié du XVIIIe siècle. Les gisements, abondants et à faible profondeur, étaient exploités artisanalement à ciel ouvert dans la forêt ou le long des berges de certains ruisseaux. La garluche a ainsi alimenté les hauts fourneaux, fonderie et forges de Brocas (en activité de 1833 à 1904), de Castets (1820-1930), de Céré, de Pissos (1818-1885), de Pontenx-les-Forges (1765-1921), de Saint-Paul-en-Born, de Saint-Vincent-de-Paul, d'Uza (1760-1981) et d'Ychoux,,.
Ces petits centres industriels en milieu rural vivent jusqu'à ce que l'extraction de la minette lorraine (30 % de fer) vienne concurrencer et mettre à mal la production landaise.
On estime que 500 000 tonnes de ce minerai ont été extraites de 1834 à 1892, année où l'extraction cesse définitivement.
Exemples de constructions en garluche

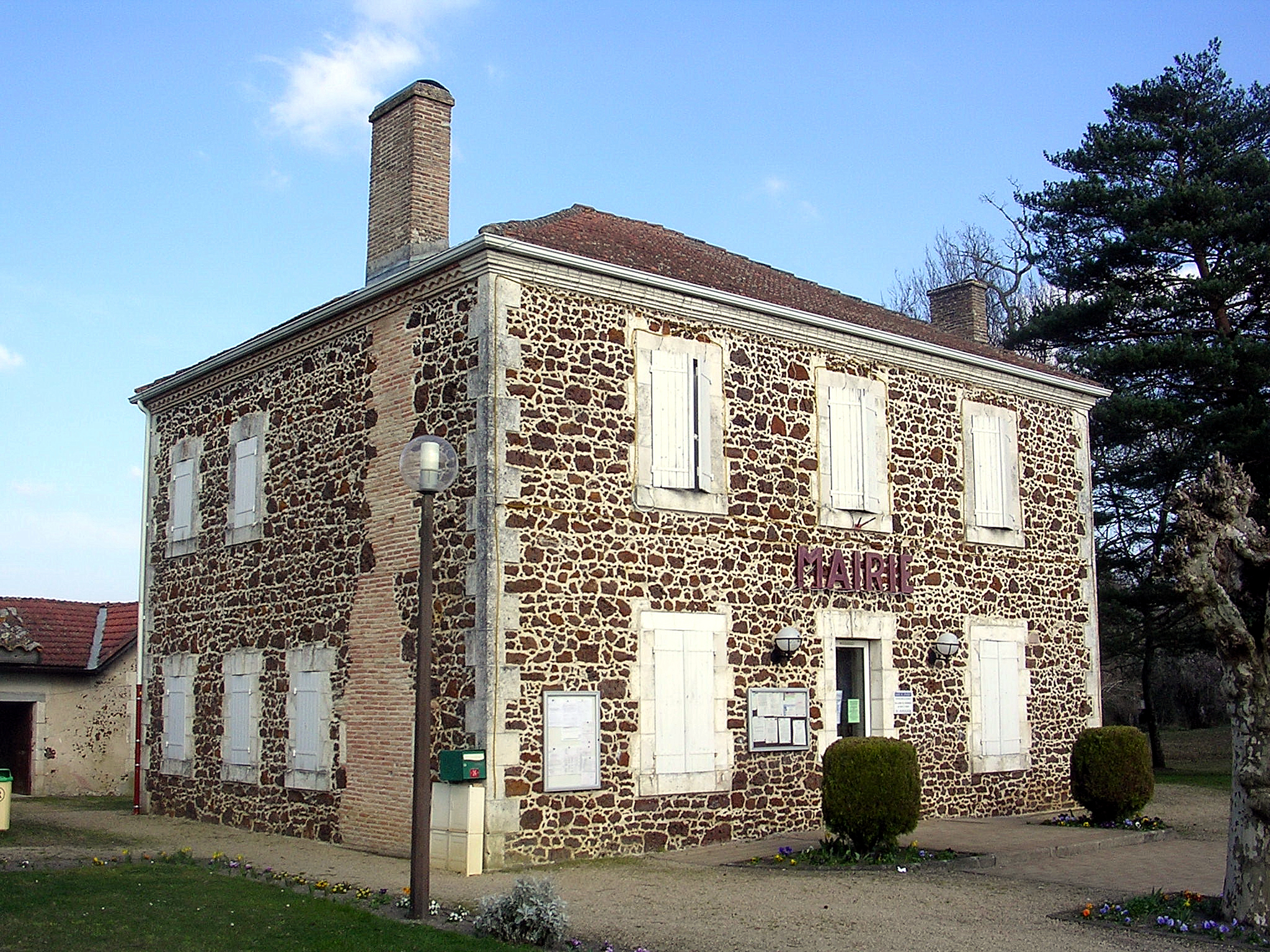
Mairie de Liposthey.
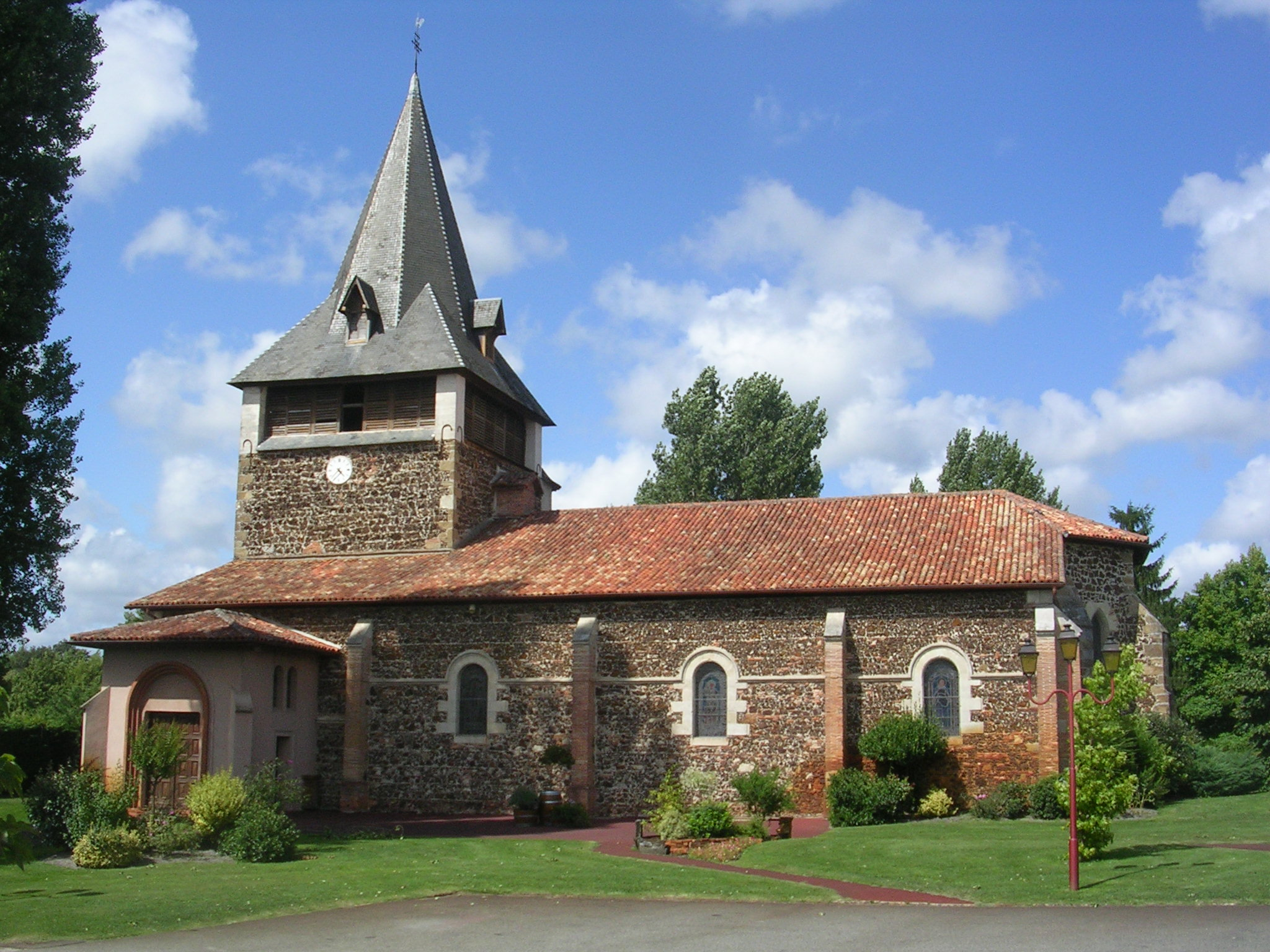
Église Saint-Martin de Pontenx-les-Forges, XVe siècle.
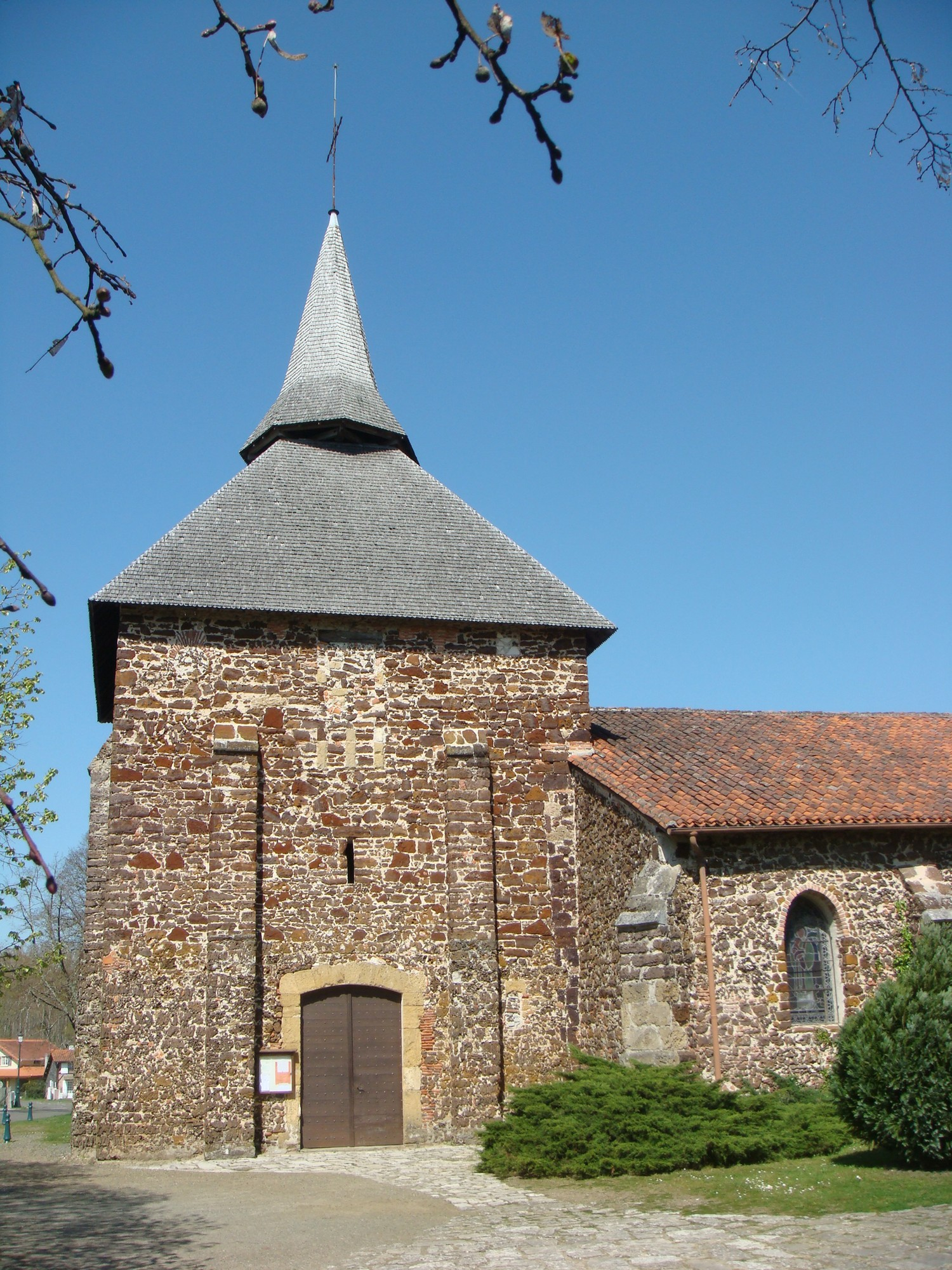
Église Saint-Jean-Baptiste de Mézos, XIVe siècle.

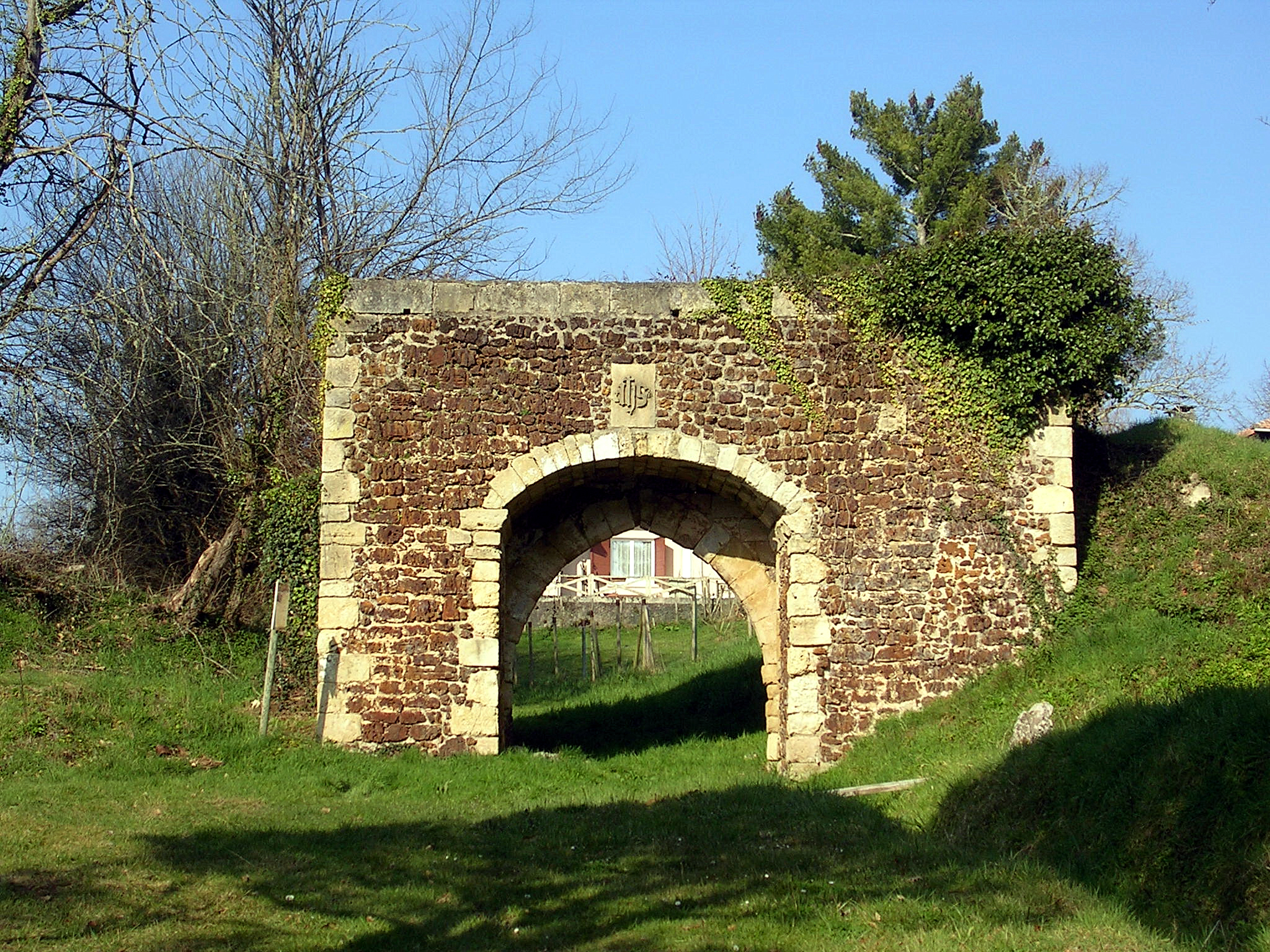
Porte des Anglais, à Sore, XIIIe siècle.
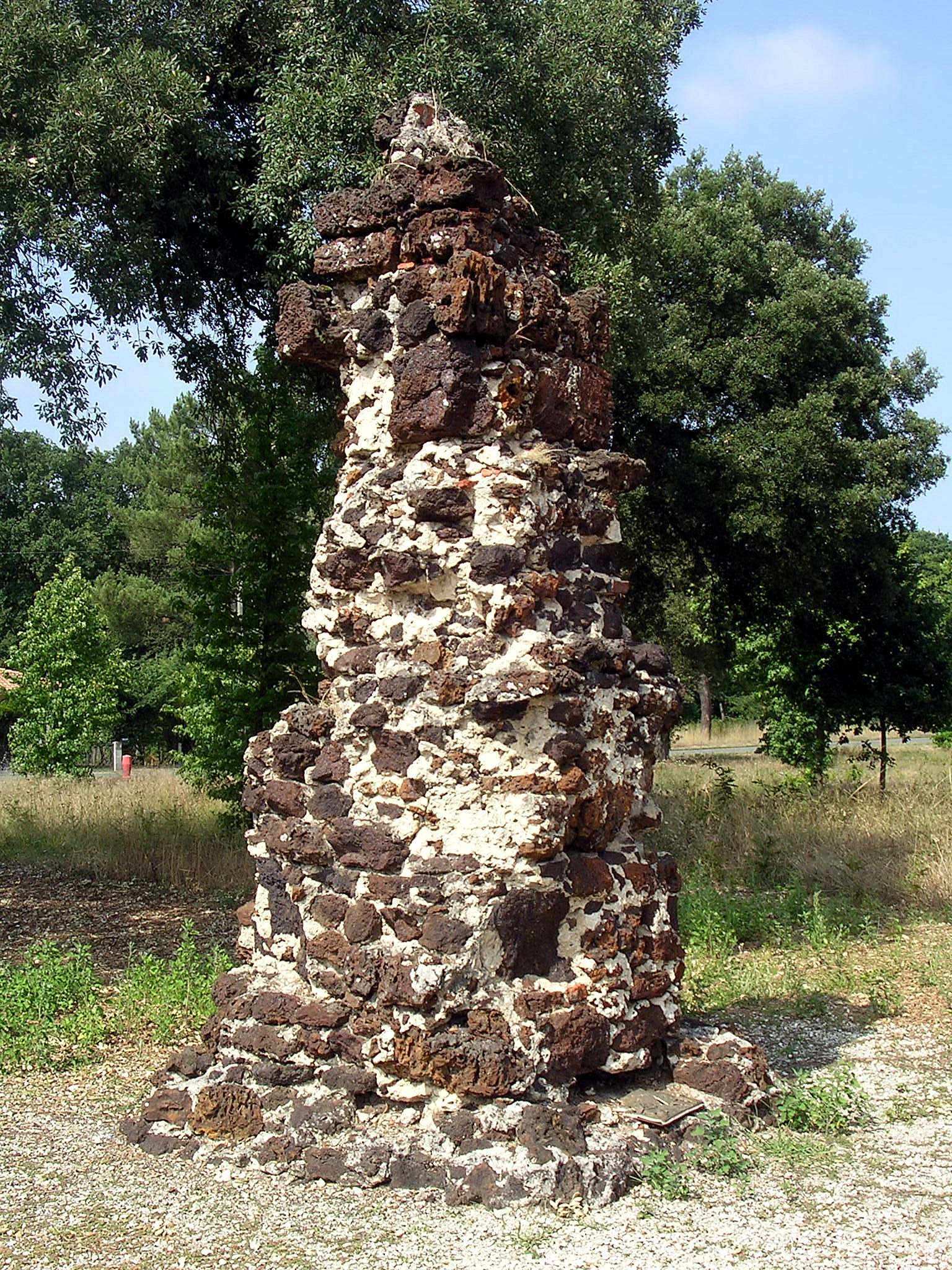
Borne de sauveté de Mimizan, XIe siècle.
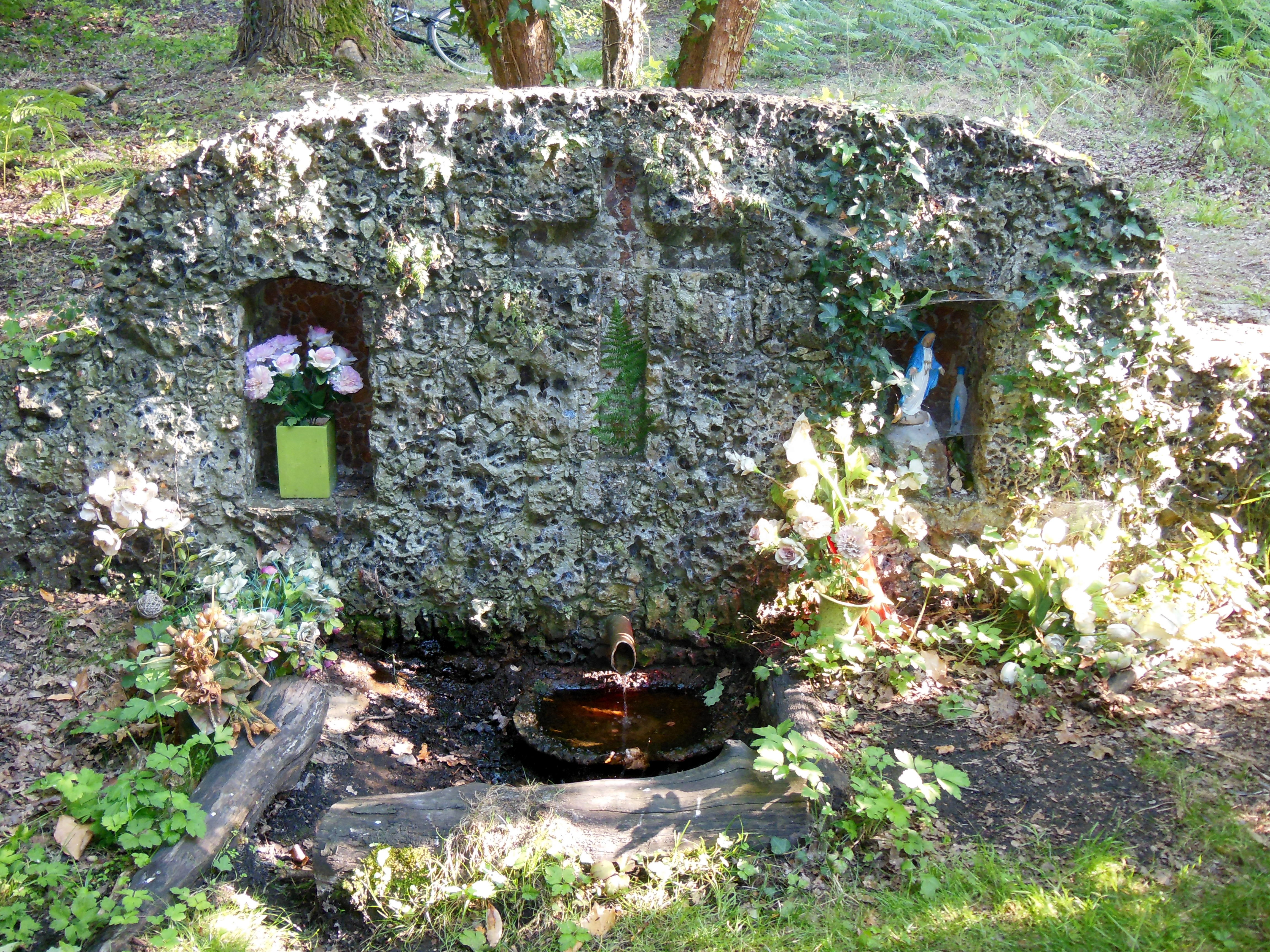
Fontaine Notre-Dame à Mimizan, réputée soigner la « couleuvre », appellation populaire de la diarrhée des enfants, et les maladies des yeux[7]. Petit monument en garluche orné de statues de la Vierge à qui elle est dédiée et d'un crucifix, cette fontaine est édifiée en 1967 le long du Courant en un lieu qui commémore l'endroit où une femme fut guérie d'une maladie de peau vers 1907[8].